# Чотирилисткові
Чотирилисткові, Марсилієві (Marsileaceae) — родина папоротей порядку сальвінієвих (Salviniales).

## Опис
Характерними особливостями представників родини є водний та земноводний спосіб життя, різноспоровість, а звідси і різностатеві гаметофіти; наявність особливих органів — спорокарпіїв, в кожному з яких є мікро- та макросоруси одночасно.

## Класифікація
Родина включає 3 сучасних роди і невелику кількість видів (близько 70):
- Марсилія (Marsilea) L. (45 — 65 видів)
- Кульківник (Pilularia) L. (6 видів)
- Regnellidium (1 вид)
- Flabellariopteris †
- Regnellites †
- Rodeites †